# 瑟兰库尔
瑟兰库尔（法語：Seraincourt，法語發音：[səʁɛ̃kuʁ] ⓘ）是法国法兰西岛大区瓦兹河谷省的一个市镇，属于蓬图瓦兹区。

## 地理
瑟兰库尔（49°2'7"N, 1°52'2"E）面积11.28 平方千米，位于法国法蘭西島大區瓦兹河谷省，该省份为法国北部内陆省份，北起瓦兹省，西接厄尔省，南至塞纳-圣但尼省、上塞纳省和伊夫林省，东临塞纳-马恩省。
与瑟兰库尔接壤的市镇（或旧市镇、城区）包括：泰梅里库尔、蒙西扬河畔加永、阿德里库尔、让布维尔、塞纳河畔梅济、蒙西扬河畔万维尔、弗雷曼维尔、隆盖斯。
瑟兰库尔的时区为UTC+01:00、UTC+02:00（夏令时）。

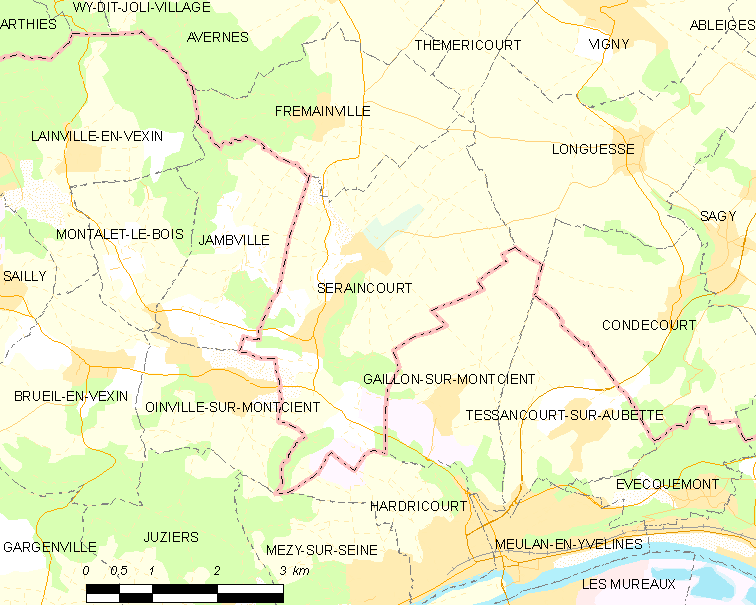
瑟兰库尔的OSM定位图

## 行政
瑟兰库尔的邮政编码为95450，INSEE市镇编码为95592。

## 政治
瑟兰库尔所属的省级选区为沃雷阿勒县。

## 人口

1962-2008年间瑟兰库尔人口变化图示

瑟兰库尔于2022年1月1日时的人口数量为1310人。